# Baztan (Navarre)
Pour les articles homonymes, voir Baztan.
Baztan, est une commune de la Communauté forale de Navarre, dans le Nord de l'Espagne.
Baztan, ou plus généralement la vallée du Baztan, est formée d'une quinzaine de petits villages dont la capitale est Elizondo. La langue basque y est coofficielle avec l'espagnol et 74.9 % de la population est bascophone, en 2018.
Elle est située à 58 km au nord de Pampelune et appartient à la comarque portant son nom.

## Géographie
Limitée à l'ouest par la comarque de Bortziriak (Cinco Villas) (Navarre), au nord et à l'est par la France, provinces basques du Labourd et de Basse-Navarre dans les Pyrénées-Atlantiques et au sud par la comarque d'Auñamendi, municipalités de Esteribar et Erro.
Le Baztan est une vallée d'une municipalité éponyme et la plus étendue de Navarre. Elle est formée par le bassin supérieur de la Bidassoa.

## Gentilé
Les habitants de la vallée du Baztan se nomment les baztanés et baztanesa en espagnol, ou « baztandarrak » en basque, mot également utilisé dans le parler espagnol.
L'origine du nom de cette vallée est énigmatique, on ne connaît ni sa signification ni son origine. Il existe une étymologie populaire très répandue qui fait dériver le nom de « bat han » signifiant en basque « là-bas, tous un », justifiant cette appellation par la solidarité et l'égalité qui existe entre les habitants depuis l'Antiquité. Cette étymologie est bien peu probable, ne correspondant pas aux critères habituels de la toponymie. On rapprochera plutôt ce nom de bastan que l'on trouve à Barèges (Hautes-Pyrénées) avec la signification de "lieu sauvage, isolé, rude". Un dérivé du basque baso, basa "bois, forêt, sauvage" n'est pas exclu. Côté Pays basque français, on trouve Bastanès.

### Localités
La commune de Baztan correspond en fait à un ensemble de hameaux répartis dans la vallée du fleuve homonyme. Le terme Vallée de Baztan pourra donc être utilisé pour désigner la commune. La commune couvre une superficie de 376,8 km2.
| \| Almandoz Amaiur Aniz Arizkun Arraioz Azpilkueta Berroeta Elizondo Elbete · Erratzu Gartzain Irurita Lekaroz · Oronoz- · Mugairi Ziga \| |                        |       |                          |                        |       |
| Liste des villages, quartiers et lieux-dits dans la vallée de Baztan                                                                       |                        |       |                          |                        |       |
| Nom (Entité locale) | Habitants              | Photo | Nom (Entité locale)      | Habitants              | Photo |
| Almandoz (Lieu-dit) | 211 habitants (2010)   |       | Elbete (Lieu-dit)        | 271 habitants (2010)   |       |
| Amaiur (Lieu-dit) | 284 habitants (2010)   |       | Erratzu (Village)        | 490 habitants (2010)   |       |
| Aniz (Lieu-dit) | 73 habitants (2010)    |       | Gartzain (Lieu-dit)      | 219 habitants (2010)   |       |
| Arizkun (Village) | 610 habitants (2010)   |       | Irurita (Lieu-dit)       | 848 habitants (2010)   |       |
| Arraioz (Village) | 239 habitants (2010)   |       | Lekaroz (Village)        | 341 habitants (2010)   |       |
| Azpilkueta (Village) | 176 habitants (2010)   |       | Oronoz-Mugairi (Village) | 457 habitants (2010)   |       |
| Berroeta (Lieu-dit) | 123 habitants (2010)   |       | Ziga (Village)           | 196 habitants (2010)   |       |
| Elizondo (Village principal) | 3.543 habitants (2010) |       | Baztan:                  | 8 081 habitants (2010) |       |
| Almandoz Amaiur Aniz Arizkun Arraioz Azpilkueta Berroeta Elizondo Elbete · Erratzu Gartzain Irurita Lekaroz · Oronoz- · Mugairi Ziga       |                        |       |                          |                        |       |

## Division linguistique
En 2011, 74.9% de la population de Baztan des 16 ans et plus avait le basque comme langue maternelle. La population totale située dans la zone bascophone en 2018, comprenant 64 municipalités dont Baztan, était bilingue à 60.8%, à cela s'ajoutent 10.7% de bilingues réceptifs

### Droit
En accord avec la Loi forale 18/1986 du 15 décembre sur le basque, la Navarre est linguistiquement divisée en trois zones. Cette municipalité fait partie de la zone bascophone où l'utilisation du basque est majoritaire. Le basque et le castillan sont utilisés dans l'Administration publique, les médias, les manifestations culturelles et en éducation ; cependant, l'usage courant du basque y est présent et encouragé le plus souvent.

## Histoire
Le Baztan est très anciennement peuplé. Les grottes de Alkurdi et Berroberria datent du paléolithique. On trouve également des dolmens à Oiza et des ruines datant de l'époque romaine comme le pont d'Oharriz.
Au Moyen Âge, pendant le royaume de Pampelune, le roi Sanche III le Grand l'institue comme seigneurie. Selon Juan de Goyeneche (1685), Sancho Abarca concéda à cette vallée ses armes représentant un échiquier de blanc et de noir, pour le témoignage de la valeur des Baztanais pendant la guerre contre le royaume de France.
Le 22 mai 1397, Carlos III le Noble déclara que les habitants de la vallée seraient maintenus dans leurs conditions d'hidalgos. De par cette condition, tous ces gens pouvaient user de ce blason.
Baztan fut la scène de plusieurs actions belliqueuses durant la guerre de convention vers la fin du XVIIIè siècle, la guerre d'Indépendance et les guerres carlistes. La déroute des factions carlistes à Peña Plata, après l'invasion de la vallée par les troupes du Général Martinez Campos, fut la dernière d'entre elles.
Zugarramurdi, Urdazubi et Amaiur furent séparés de la commune au XVIIe siècle. Amaiur fut réintégrée à la vallée en 1969.

## Administration
Bien qu'officiellement la gestion de la municipalité repose sur la mairie, l' « assemblée générale » continue d'être un organe important dans la gestion des ressources de la vallée. Cette assemblée est une institution singulière de la vallée du Baztan qui gère les terrains communaux de la vallée qui, en 2006, représentaient 80 % de la superficie de la municipalité. Elle n'a pas de compétence officielle.
La "Junta General" se réunit quatre fois par an en batzarra (assemblée) ordinaire et est constituée par le maire, les conseillers, les junteros et les maires-jurés.
Les Junteros (assemblées) sont au nombre de quatre et représentent chacune les quartiers suivants:
- Baztangoiza: Arizkun, Azpilkueta, Erratzu et Amaiur
- Elizondo: Elbete, Elizondo et Lekaroz
- Erberea: Arraioz, Garzain, Irurita et Oronoz
- Basaburua: Almandoz, Aniz, Berroeta et Ziga

Les maires-jurés sont au nombre de 15, un représentant par village. C'est une commission élue.

## Économie
L'économie de la vallée du Baztan reposait traditionnellement sur l'agriculture et l'élevage. En raison de sa tradition basco-navarraise, l'économie rurale était centrée sur les fermes, en majeure partie de type familial.
Tout au long du XXe siècle, le secteur agricole a perdu de l'importance et les chiffres de 1999 de l'Institut de statistiques de Navarre montrent que la régression se poursuit, particulièrement l'élevage bovin et ovin, car la géographie et le sol du Baztan ne sont pas favorables à l'agriculture.
L'activité industrielle est constituée de petites et moyennes entreprises, actives principalement dans l'extraction de la roche, l'alimentation et la construction métallique.
Dans les années 2000, le tourisme prend de l'ampleur, en particulier le tourisme rural. La vallée compte beaucoup d'espaces naturels parmi lesquels la seigneurie de Bertiz. Beaucoup de fermes ayant abandonné leurs activités agricoles et d'élevage se sont converties en gîtes ruraux.

## Galerie

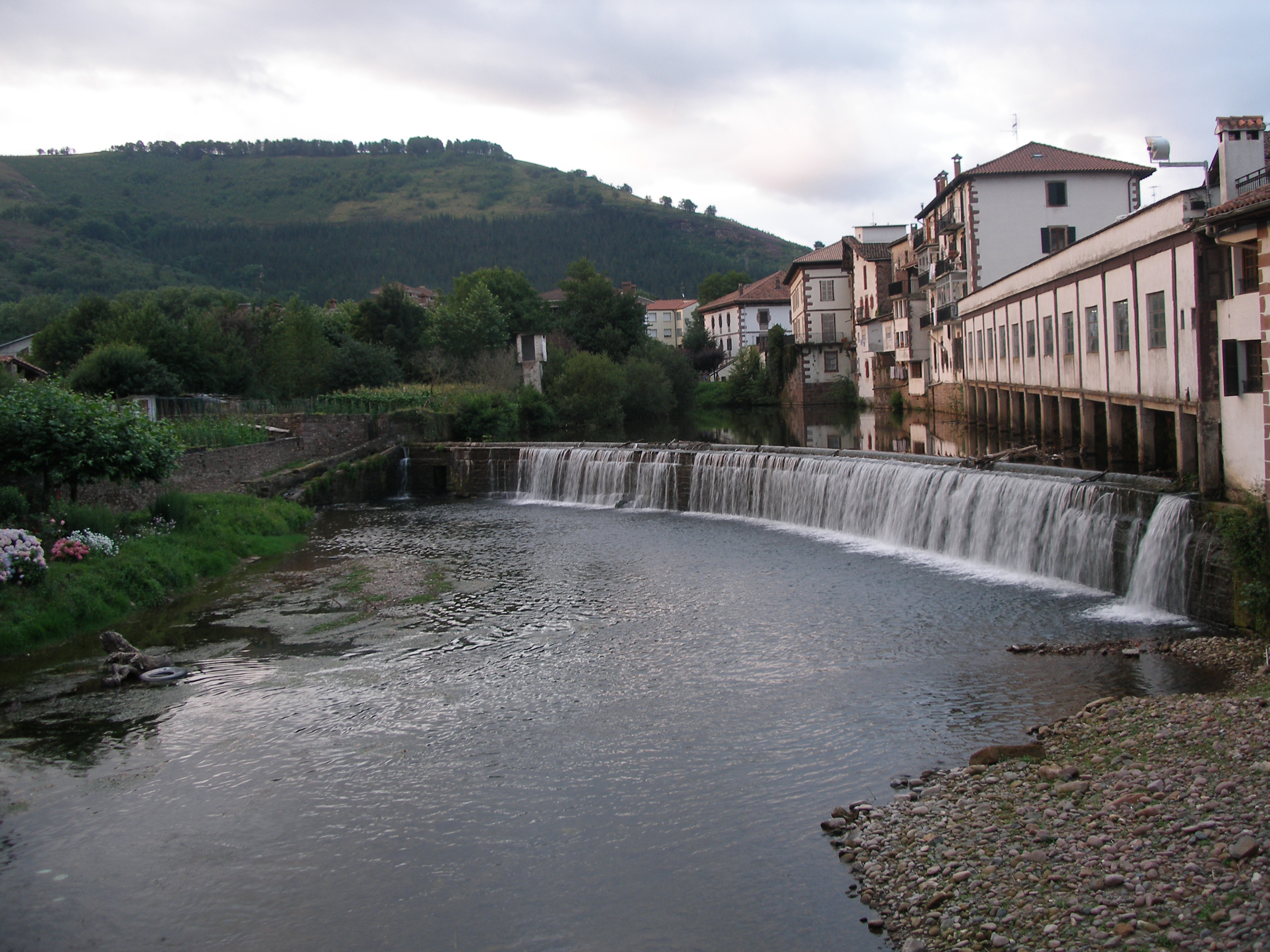
Rio Bidasoa à Elizondo (Navarre)
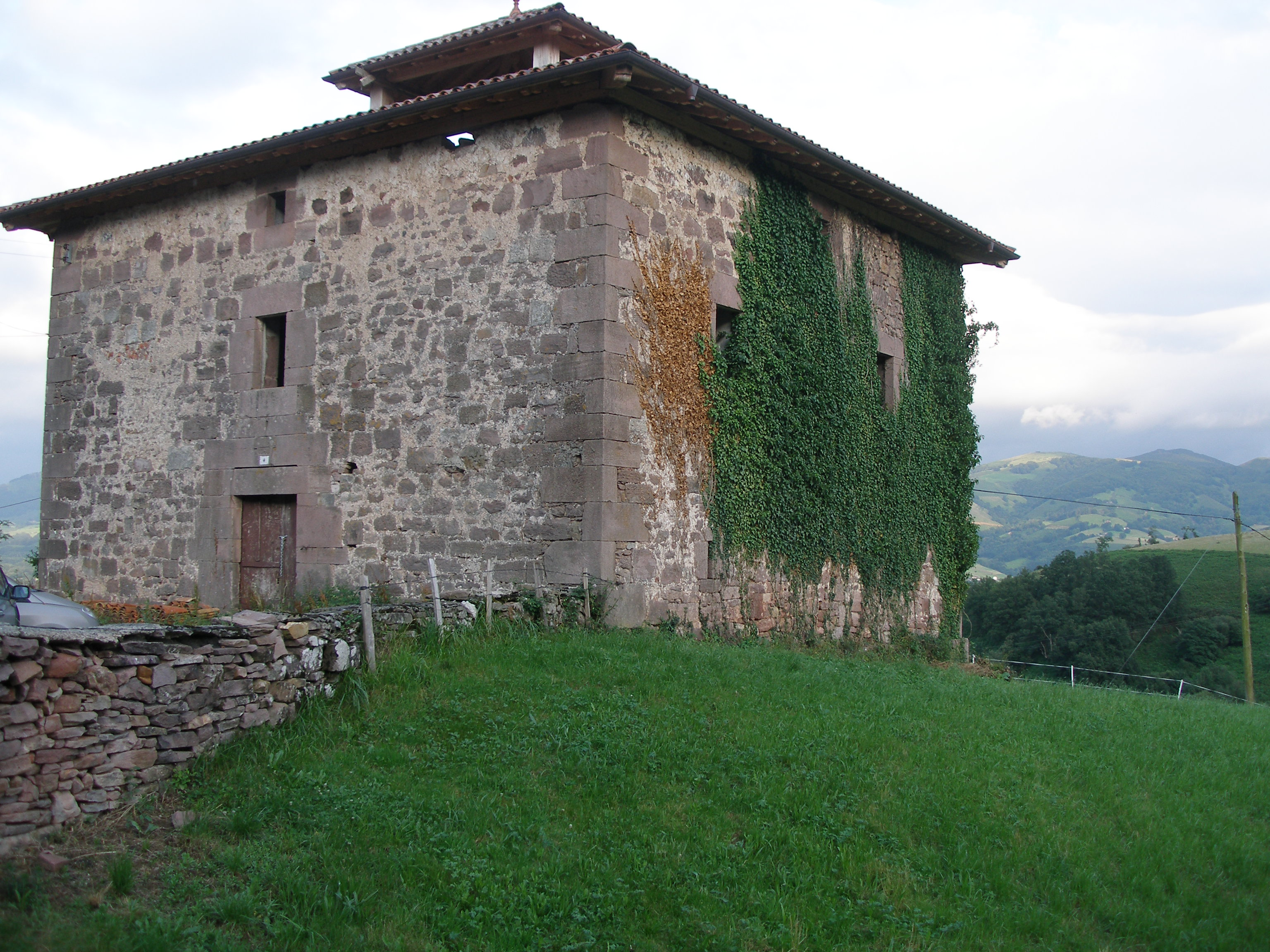
Azpilkueta en Navarre
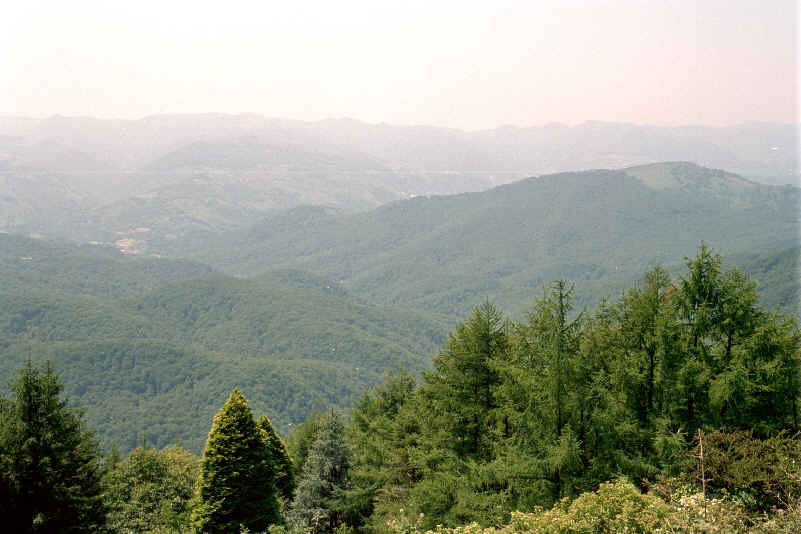
Parc Naturel de la Seigneurie de Bertiz
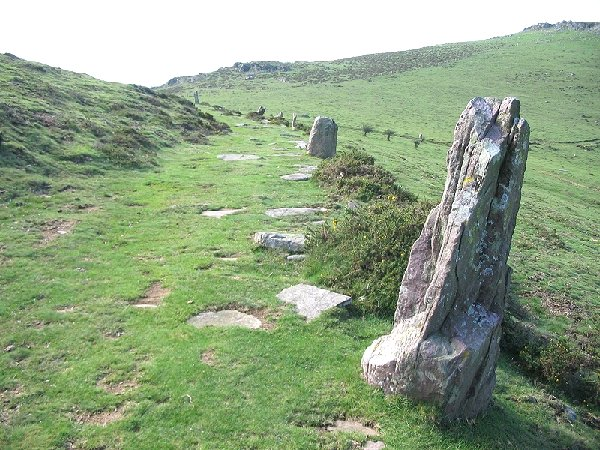
Voie du Baztan Port de Belate (Navarre)

## Personnalités liées à la commune
- Juan de Goyeneche (1656-1735) : éditeur et politique illustre, fondateur de Nuevo Baztán.
- Pedro de Ursúa (1526-1561) : conquistador, commanda la fameuse expédition partie à la recherche de l'Eldorado.
- Martin de Ursúa (1653-1715) : conquistador de la région de Petén.
- Juan de Goyeneche y Aguerrevere (1741-1813) : militaire, homme politique, financier et négociant.
- José Antonio Zaldúa (1941) : footballeur international qui joua notamment au Barça.

## Culture et patrimoine

### Littérature
La trilogie de Baztan, série policière écrit en 2013 et 2014 par Dolores Redondo se déroule dans la vallée. L'inspectrice Amaia Salazar du commissariat de Pampelune est chargée des enquêtes.

### Patrimoine civil
On trouve surtout une abondance de monuments mégalithiques de l'ère Néolithique sur les sommets des montagnes environnantes.
Également la sculpture de Oteiza située en face du musée ethnologique d'Elizondo.

### Patrimoine religieux
Quasiment tous les villages et hameaux ont une église ou ermitage. Les plus notables sont l'église Santiago d'Elizondo et le couvent des sœurs Clarisse cloîtrées d'Arizkun, qui possède un orgue connue sous le nom de flauta vasca (flute basque) unique en Navarre.
Le séminaire de Lekaroz était réputé durant la première moitié du XXe siècle pour la qualité de son enseignement. Dans les années 1970, du fait du manque de séminaristes, une partie des bâtiments ont été achetés par le gouvernement de Navarre et convertis en l'actuel institut de Lekaroz.

## Gastronomie
- Agneau en chilindrón

## Sport

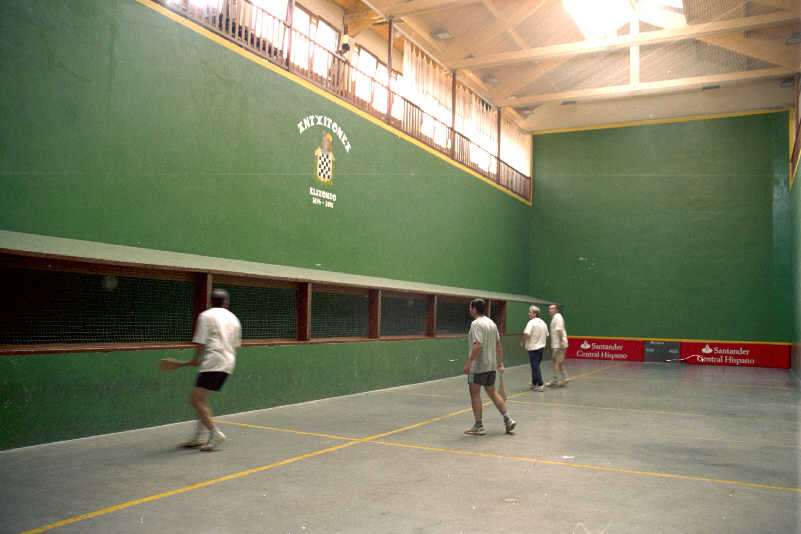
Trinquet d'Elizondo (Navarre)

En plus du football, représenté par le club local C.D.Baztan, les pratiquants de pelote basque sont très nombreux, que ce soit à main nue ou à la pala. Il existe des frontons dans presque tous les villages et quartiers ainsi qu'un trinquet à Elizondo.
La force basque (Herri kirol) jouit également d'un large popularité. Généralement les compétitions et les tournois exhibitions se déroulent pendant les fêtes patronales mais il est aussi courant de voir cette pratique exercée par des scolaires.
Depuis 2001, année de création d'un club de rugby à XV Baztan Rugby Taldea, ce sport a connu un essor dans la vallée. En grande partie grâce aux bons résultats obtenus durant les saisons qui ont suivi pour atteindre la catégorie nationale en 2003/2004.
Du fait de sa configuration montagneuse et d'abondantes zones naturelles, la pratique de la randonnée pédestre et le vélo sont courantes. Elle compte en plus une route du pèlerinage de Saint-Jacques-de-Compostelle qui traverse la vallée.

## Traditions
Une des traditions de la vallée était d'offrir une douzaine d'œufs aux clarisses du couvent d'Arizkun afin qu'elles priassent pour obtenir le beau temps. Cette coutume est encore pratiquée aujourd'hui par certains couples de fiancés pour s'assurer qu'il fera beau temps le jour du mariage.
Une communauté d'Agotes (cagots) a longtemps habité Bozate.

### Sources et bibliographie
- (es) Cet article est partiellement ou en totalité issu de l’article de Wikipédia en espagnol intitulé « Baztán » (voir la liste des auteurs).
- María del Carmen Aguirre Delclaux, Los agotes. El final de una maldición, Madrid, Sílex ediciones, 2005  (ISBN 978-84-7737-169-4)
- Francisque Michel, L'Histoire des races maudites.
- E. Cordier, « Les Cagots des Pyrénées», Bulletin de la Société Ramond, 1866-1867.
- Michel Fabre, Le Mystère des Cagots, race maudite des Pyrénées, Pau, MCT, 1987.  (ISBN 2-905521-61-9)
- Osmin Ricau, Histoire des Cagots, Pau, Princi Néguer, 1999.  (ISBN 2-905007-81-8)
- René Descazeaux, Les Cagots, histoire d'un secret, Pau, Princi Néguer, 2002.  (ISBN 2-84618-084-9)
- Paola Antolini, Au-delà de la rivière. Les cagots : histoire d'une exclusion, Nathan, 1991  (ISBN 2-09-190430-9)
- Louis Charpentier, Il mistero di Compostela, Le età dell'Acquario, 2006  (ISBN 88-7136-243-8)